# Presidente de Malaui
El presidente de la República de Malaui (en inglés: President of the Republic of Malawi; en chichewa: Mtsogoleri wa Dziko la Malawi) es el jefe de Estado y jefe de Gobierno del país africano de Malaui. Además ejerce como Comandante en jefe de las fuerzas armadas del país. El cargo fue creado en 1966 tras convertirse el país en una república.
Según la constitución el presidente será responsable de la observancia de las disposiciones de la Constitución por el ejecutivo y, como Jefe de Estado, defenderá y hará cumplir la Constitución como ley suprema de la República. El presidente ejercerá la dirección ejecutiva en interés de la unidad nacional de conformidad con esta Constitución y las leyes de la República.
El actual presidedente es Lazarus Chakwera elegido el 28 de junio de 2020.

## Historia de la presidencia
El territorio de Malaui se convirtió en 1964 en un estado independiente como una monarquía de la Mancomunidad británica con Isabel II como jefa de Estado.  En 1966 Hastings Kamuzu Banda, hasta entonces primer ministro, lleva a cabo una reforma constitucional que establece una república presidencialista convirtiéndose en el primer presidente del país.
Sin embargo el país se convirtió en un Estado unipartidista bajo el mandato del MCP, que declaró a Banda presidente vitalicio en 1970. Durante casi treinta años, Banda gobernó firmemente y suprimió a todos aquellos contrarios a los intereses del partido, asegurándose de que no tendría oposición.
En 1994 en las primeras elecciones multipartidistas del país, Banda fue derrotado por el opositor Bakili Muluzi que fue nombrado presidente. En 2002 pretendió una reforma constitucional para ampliar su mandato (la constitución de 1994 prohibía un tercer mandato), pero las presiones sociales le hicieron desistir y ceder la jefatura del partido a Bingu wa Mutharika.
Mutharika obtuvo la victoria en las  elecciones presidenciales el 20 de mayo de 2004, y en las elecciones presidenciales de 2009 como candidato del DPP. Se mantuvo en el poder hasta su muerte el 5 de abril de 2012.
La vicepresidenta Joyce Banda ocupó la jefatura del estado interinamente  y convocó elecciones presidenciales, a la que se presentó como candidata frente al hermano del anterior presidente, Peter Mutharika. Como candidato del Partido Demócrata Progresista (DPP), Peter Mutharika fue elegido presidente de Malaui en la elección de 2014, luego de una fuerte disputa con Joyce Banda, quien impugnaba los comicios por considerarlos irregulares.
Mutharika fue reelegido en los comicios de 2019, pero las autoridades invalidaron las elecciones tras detectarse irregularidades. Tras la repetición del proceso en 2020, resultó elegido Lazarus Chakwera del Partido del Congreso de Malaui (MCP).

## Elección

### Elegibilidad
La constitución de 1994 determina que el candidato presidencial debe ser ciudadano de Malaui por nacimiento o descendencia, haber cumplido 35 años. No podrá ser candidato aquella persona que haya sido juzgada o declarada como demente; una persona en quiebra económica; haya sido condenada por delitos de dehonestidad o depravación mora; ser leal a un país extranjero; ser miembro de  Asamblea Nacional (a menos que renuncie primero a su puesto); ser miembro de las Fuerzas Armadas o de las fuerzas de seguridad o que haya sido condenado, dentro de los últimos siete años, por un tribunal competente por cualquier violación de cualquier ley relacionada con la elección del presidente o la elección de los miembros del Parlamento (artículo 80).

### Elección presidencial
Según el artículo 80 de la constitución, el presidente será elegido de conformidad con las disposiciones de esta Constitución y en la forma que determine la ley y, salvo que esta Constitución disponga otra cosa, la votación en una elección presidencial se realizará simultáneamente con la elección general de miembros de la Asamblea Nacional. Durante el proceso electoral el presidente de la República será elegido por la mayoría del electorado mediante sufragio directo, universal e igual. Todo candidato presidencial declarará quién será su primer vicepresidente si es elegido en el momento de su nominación.

### Toma de posesión
Antes de ejercer su cargo, el presidente electo deberá prestar el siguiente juramento, que será administrado en público por el presidente de la Corte Suprema:
“Yo, ............. juro solemnemente que desempeñaré bien y fielmente las funciones del alto cargo de presidente de la República de Malaui, y que preservaré y defenderé la Constitución, y que haré lo correcto a toda clase de personas de acuerdo con la ley, sin temor, favoritismo, afecto o mala voluntad. Que Dios me ayude”.

## Mandato
El presidente ejercerá su mandato durante cinco años, pudiendo presentarse a la reelección para otro mandato (artículo 83). En este mismo artículo se indica que cuando una persona sea elegida o designada para cubrir una vacante en el cargo de presidente, el período comprendido entre esa elección o designación y la siguiente elección de presidente no se considerará un mandato.
En lo casos en los que el presidente no pueda ejercer su cargo el primer vicepresidente asumirá ese cargo por el resto del mandato y designará a otra persona para que preste servicio como Primer vicepresidente por el resto del mandato (artículo 83). El presidente no será considerado incapacitado a los efectos hasta que y a menos que exista una declaración escrita, certificada por una junta de médicos independientes, de que el presidente no puede ejercer los deberes del cargo. No obstante, cuando el presidente haya sido declarado incapacitado de conformidad con el inciso el presidente podrá, en cualquier momento posterior, presentar a la Asamblea Nacional una declaración escrita, certificada por una junta de médicos independientes, en la que manifieste su aptitud para ejercer las funciones del cargo de presidente necesitará dos tercios de votos afirmativos de la Asamblea Nacional para determinar si sigue o no incapacitado (artículo 87)
Si en cualquier momento quedan vacantes tanto el cargo de presidente como el de pPrimer vicepresidente, el Gabinete elegirá entre sus miembros un presidente interino y un primer vicepresidente interino, quienes permanecerán en su cargo durante no más de sesenta días o, cuando hayan expirado cuatro años de un mandato presidencial, por el resto de dicho mandato (artículo 85).
La destitución del presidente será destituido de su cargo cuando hayan sido acusados y condenados por un proceso de enjuiciamiento (artículo 86). El procedimiento para el proceso de enjuiciamiento será el establecido en el Reglamento del Parlamento: cuando el presidente haya cometido una violación grave de la Constitución y de las leyes ocurridas durante su mandato. El proceso de enjuiciamiento requerirá el voto afirmativo de dos tercios de los miembros de la Asamblea Nacional, así como la condena por proceso de enjuiciamiento. La condena en casos de enjuiciamiento causará la destitución y la inhabilitación para ejercer dicho cargo en el futuro.

## Privilegios, inmunidad e incompatibilidades
Según el artículo 82 de la constitución, el presidente de la República recibirá el sueldo, subsidio o pensión que determine el Parlamento en consulta con el presidente y dispondrán de un número adecuado de residencias y personal, a expensas del Estado, que prescriba una ley del Parlamento. El presidente no ocupará ningún otro cargo público ni realizará trabajo remunerado fuera de los deberes de su cargo y, dentro de los tres meses siguientes a la fecha de la elección o nombramiento, según sea el caso, deberán revelar completamente todos sus activos, pasivos e intereses comerciales, y los de sus cónyuges, que posean o representen en su nombre a esa fecha (artículo 88).
Ninguna persona que ocupe el cargo de presidente o que ejerza las funciones de presidente podrá ser demandada en ningún procedimiento civil, pero el cargo de presidente no estará exento de las órdenes de los tribunales relativas a los derechos y deberes en virtud de esta Constitución. Ninguna persona que ocupe el cargo de presidente podrá ser acusada de ningún delito penal en ningún tribunal durante su mandato. Una vez que una persona haya dejado el cargo de presidente, no será personalmente responsable de los actos realizados en el ejercicio de su función oficial durante su mandato, pero no estará exenta de otros actos (artículo 91).

## Facultades constitucionales
Las facultades del presidente vienen recogidos en 89 de la constitución:
- Dar su aprobación a los proyectos de ley y promulgar los proyectos de ley debidamente aprobados por el Parlamento.
- Ejerce como Comandante en jefe de las Fuerzas Armadas.
- Convocar y presidir las reuniones del Gabinete.
- Nombrar y destituir a los vicepresidentes y miembros del Gabinete.
- Nombrar y destituir al Fiscal General.
- Conferir honores y hacer los nombramientos que sean necesarios de conformidad con los poderes que le confiere esta Constitución o una ley del Parlamento.
- Nombrar, acreditar, recibir y reconocer a embajadores, altos comisionados, plenipotenciarios, representantes diplomáticos y otros funcionarios diplomáticos, cónsules y funcionarios consulares.
- Negociar, firmar, concertar y adherirse a acuerdos internacionales o delegar dicha facultad en ministros, embajadores y altos comisionados.
- Nombrar comisiones de investigación.
- Remitir las controversias de naturaleza constitucional al Tribunal Supremo.
- Convocar referendos y plebiscitos de conformidad con esta Constitución o una ley del Parlamento.
- El presidente podrá indultar a los delincuentes condenados, conceder suspensiones de la ejecución de la sentencia, reducir las sentencias o condonar las sentencias.
- El presidente asistirá cada año, inmediatamente antes de la consideración del presupuesto oficial, al Parlamento y deberá dirigirse al Parlamento sobre el estado de la nación y sobre las políticas futuras del Gobierno en ese momento; informar sobre las políticas del año anterior; y responder a las preguntas.

## Lista de presidentes (desde 1966)
| #                         | Nombre              | Nombre | Nombre                                                                 | Inicio              | Final               | Partido       | Elecciones                       | Vicepresidente          | Vicepresidente               |
| ------------------------- | ------------------- | ------ | ---------------------------------------------------------------------- | ------------------- | ------------------- | ------------- | -------------------------------- | ----------------------- | ---------------------------- |
| República unipartidista   |                     |        |                                                                        |                     |                     |               |                                  |                         |                              |
| 1.º                       |                     |        | Hastings Kamuzu Banda (1898-1997) Presidente vitalicio de la República | 6 de julio de 1966  | 24 de mayo de 1994  | MCP           | [ 6 ]                            | No existe el cargo      | No existe el cargo           |
| República multipartidista |                     |        |                                                                        |                     |                     |               |                                  |                         |                              |
| 2.º                       |                     |        | Bakili Muluzi (n. 1943) Presidente de la República                     | 24 de mayo de 1994  | 24 de mayo de 2004  | UDF           | 1994                             |                         | Justin Malewezi (1994-2004)  |
| 2.º                       | 1999                |        | Bakili Muluzi (n. 1943) Presidente de la República                     | 24 de mayo de 1994  | 24 de mayo de 2004  | UDF           |                                  |                         | Justin Malewezi (1994-2004)  |
| 3.º                       |                     |        | Bingu wa Mutharika (1934-2012) Presidente de la República              | 24 de mayo de 2004  | 5 de abril de 2012  | UDF (h. 2005) | 2004                             |                         | Cassim Chilumpha (2004-2009) |
| 3.º                       |                     | DPP    | Bingu wa Mutharika (1934-2012) Presidente de la República              | 24 de mayo de 2004  | 5 de abril de 2012  | 2009          |                                  | Joyce Banda (2009-2012) |                              |
| 4.º                       |                     |        | Joyce Banda (n. 1950) Presidenta de la República                       | 5 de abril de 2012  | 31 de mayo de 2014  | PP            | [ 7 ]                            |                         | Khumbo Kachali (2012-2014)   |
| 5.º                       |                     |        | Peter Mutharika (n. 1940) Presidente de la República                   | 31 de mayo de 2014  | 28 de junio de 2020 | DPP           | 2014                             |                         | Saulos Chilima (2014-2019)   |
| 5.º                       | 2019                |        | Peter Mutharika (n. 1940) Presidente de la República                   | 31 de mayo de 2014  | 28 de junio de 2020 | DPP           | Everton Chimulirenji (2019-2020) |                         |                              |
| 6.º                       |                     |        | Lazarus Chakwera (n. 1955) Presidente de la República                  | 28 de junio de 2020 | en el cargo         | MCP           | 2020                             |                         | Saulos Chilima (2020-2024)   |
| 6.º                       | Michael Usi (2024-) |        | Lazarus Chakwera (n. 1955) Presidente de la República                  | 28 de junio de 2020 | en el cargo         | MCP           | 2020                             |                         |                              |